# Collezioni musicali a Prato

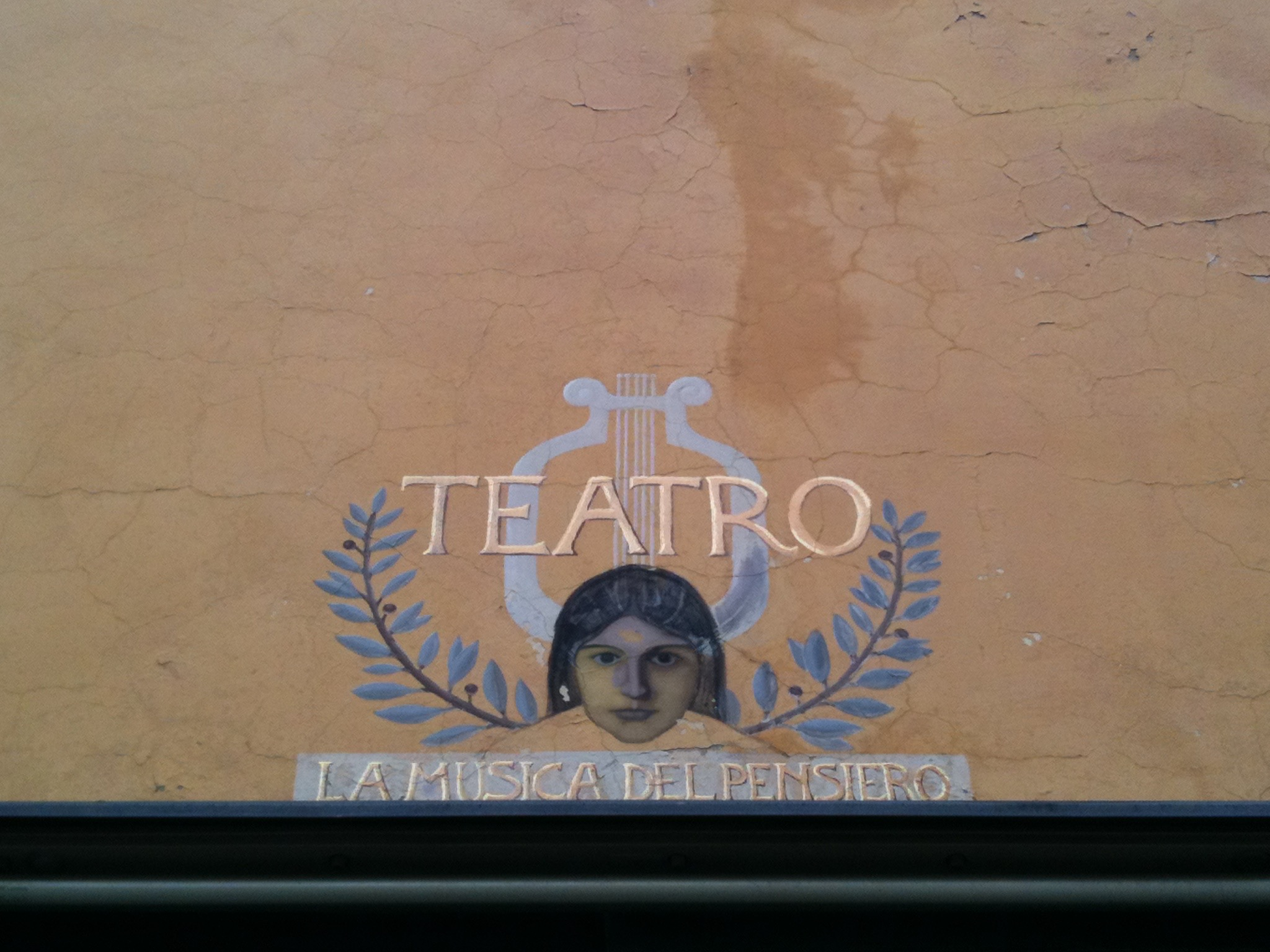
Insegna di uno storico teatro, oggi dismesso, a Prato

## Panoramica
Partendo dalla ricognizione sui fondi musicali pratesi portata avanti dal Centro di Documentazione Musicale della Toscana è possibile tracciare una sintesi della storia della produzione musicale cittadina. Seguendo un percorso cronologico legato ai più importanti soggetti musicali pratesi - istituzioni, compositori e interpreti - e studiando le musiche manoscritte e a stampa giunte a noi si arriva a delineare un itinerario storico- culturale della vita musicale pratese.
Le fonti musicali più antiche della città di Prato sono i corali pergamenacei trecenteschi di provenienza capitolare oggi conservati presso il Museo dell'Opera del Duomo. La cappella quattrocentesca ha lasciato poche tracce ed è confluita nella nuova, istituita nel 1535. Molto materiale musicale di quest'ultima appartiene dal 1981 all'Archivio Storico Diocesano, al cui interno ci sono molti fondi afferenti alla sua attività, come l'Archivio del Capitolo della Cattedrale. La cappella ha visto l'avvicendarsi di Kapellmeister come Giovanni Francesco Beccatelli (1679-1734), Giuseppe Becherini (1758-1840), Augusto Borgioli (1821-1879), Luigi Borgioli (1864-1939), i cui lavori sono conservati nell'Archivio Storico della Cappella del Duomo, insieme a quelli degli artisti maggiormente eseguiti nelle diverse epoche (Giovan Carlo Maria Clari, Nicola Benvenuti, Giuseppe Gherardeschi). Nel 1981, l'Archivio Storico Diocesano ha riunito in sé anche il materiale delle 61 parrocchie della diocesi, oggi conservato negli Archivi parrocchiali, con molti corali e musica sacra, manoscritta e a stampa, che abbraccia un vasto arco di tempo, dal Trecento al Novecento. L'attività della cappella era affiancata dalla produzione musicale profana, che ha lasciato tracce soprattutto dal Settecento. Il Convitto Cicognini ha materiale manoscritto degli spettacoli allestiti dai convittori a partire dal 1780 fino al 1870, con opere buffe e ballabili di autori da Mozart a Zandonai; dal 1842 è attiva la banda «Concerto Cittadino Edoardo Chiti», il cui archivio conserva una grande quantità di musica di vari generi usata nei frequenti concerti; e alla fine dell'Ottocento si forma la Corale «Guido Monaco», con un archivio musicale comprendente molta musica vocale in edizioni stampate.

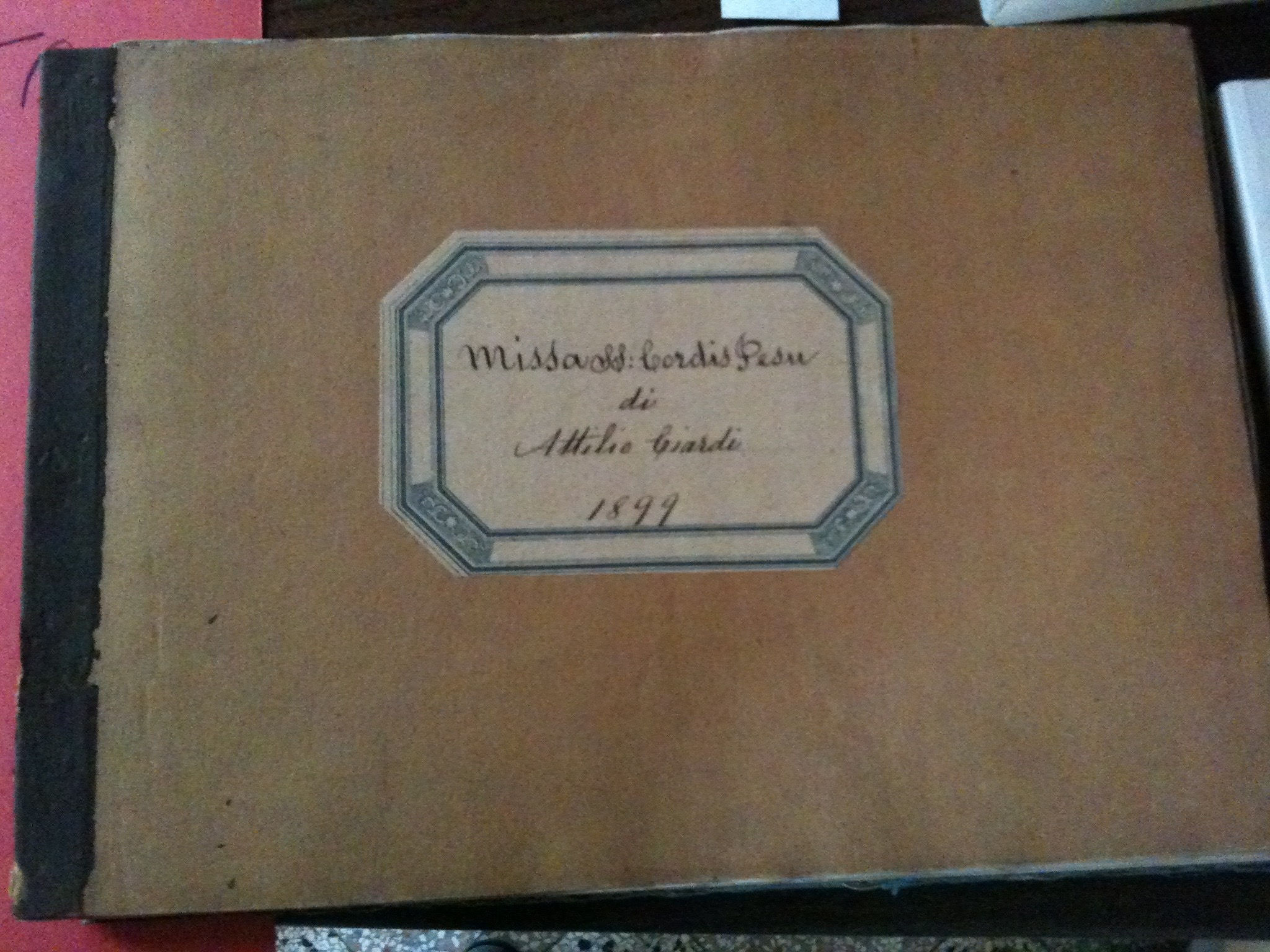
Copertina dell'autografo di una messa di Attilio Ciardi datata 1899, posseduto dalla Corale «Guido Monaco» di Prato

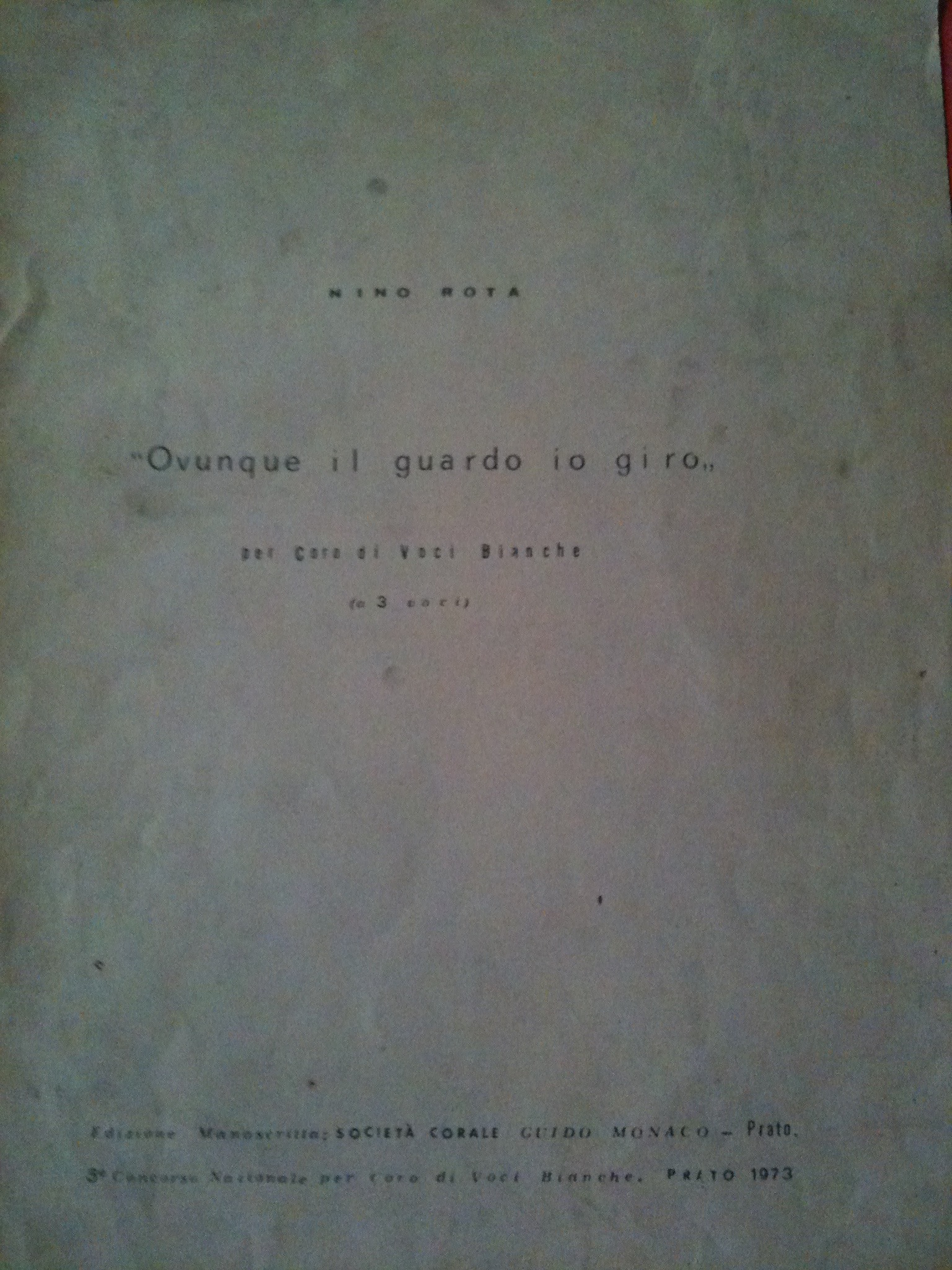
Copertina della composizione di Nino Rota eseguita al Festival di Voci Bianche della Corale Guido Monaco di Prato nel 1973

Queste istituzioni hanno rappresentato per oltre un secolo la vocazione musicale cittadina, offrendo un esempio di attività musicale civile tra le più significative della Toscana, a cui hanno contribuito valenti compositori. Nell'Ottocento hanno operato a Prato Cesare Ciardi, Attilio Ciardi, Attilio Nuti i cui autografi sono sparsi in molte istituzioni pratesi. L'archivio personale di Attilio Ciardi è conservato nella Scuola Musicale «Giuseppe Verdi», che oggi eredita la vocazione musicale civica che ispirò la Banda Chiti e la Corale Guido Monaco. Il Novecento ha visto un revival di produzione sacra con l'organista del duomo Guido Guasti, le cui carte (soprattutto riguardanti gli anni 1939-1947) sono nell'Archivio Storico Diocesano, e con la riapertura della Cappella nel 1951, i cui materiali (musica sacra stampata in edizioni moderne) sono oggi nella Chiesa di San Francesco, ma è soprattutto l'attività dei compositori laici ad aver influito maggiormente sul posseduto musicale pratese novecentesco. Hanno lavorato a Prato Dante Nuti, Giovanni Castagnoli, e, soprattutto, Luciano Bettarini, uno dei più importanti musicisti del XX secolo. I loro lasciti sono conservati nell'Archivio Storico Diocesano e, in larga misura, nei loro fondi personali nella Scuola di Musica «Giuseppe Verdi», che possiede anche le raccolte ingenti, di dischi e musiche, di alcuni collezionisti pratesi.

Nel 1969 la corale Guido Monaco istituì un coro di voci bianche, promotore di un concorso cittadino in cui vennero eseguite anche musiche di Nino Rota, oggi conservate nell'archivio della corale. Libri di argomento musicale (in parte anche provenienti dall'antica cappella cinquecentesca) sono nella Biblioteca Roncioniana, nel Teatro Metastasio, e nel fondo Salvi Cristiani dell'Archivio di Stato.

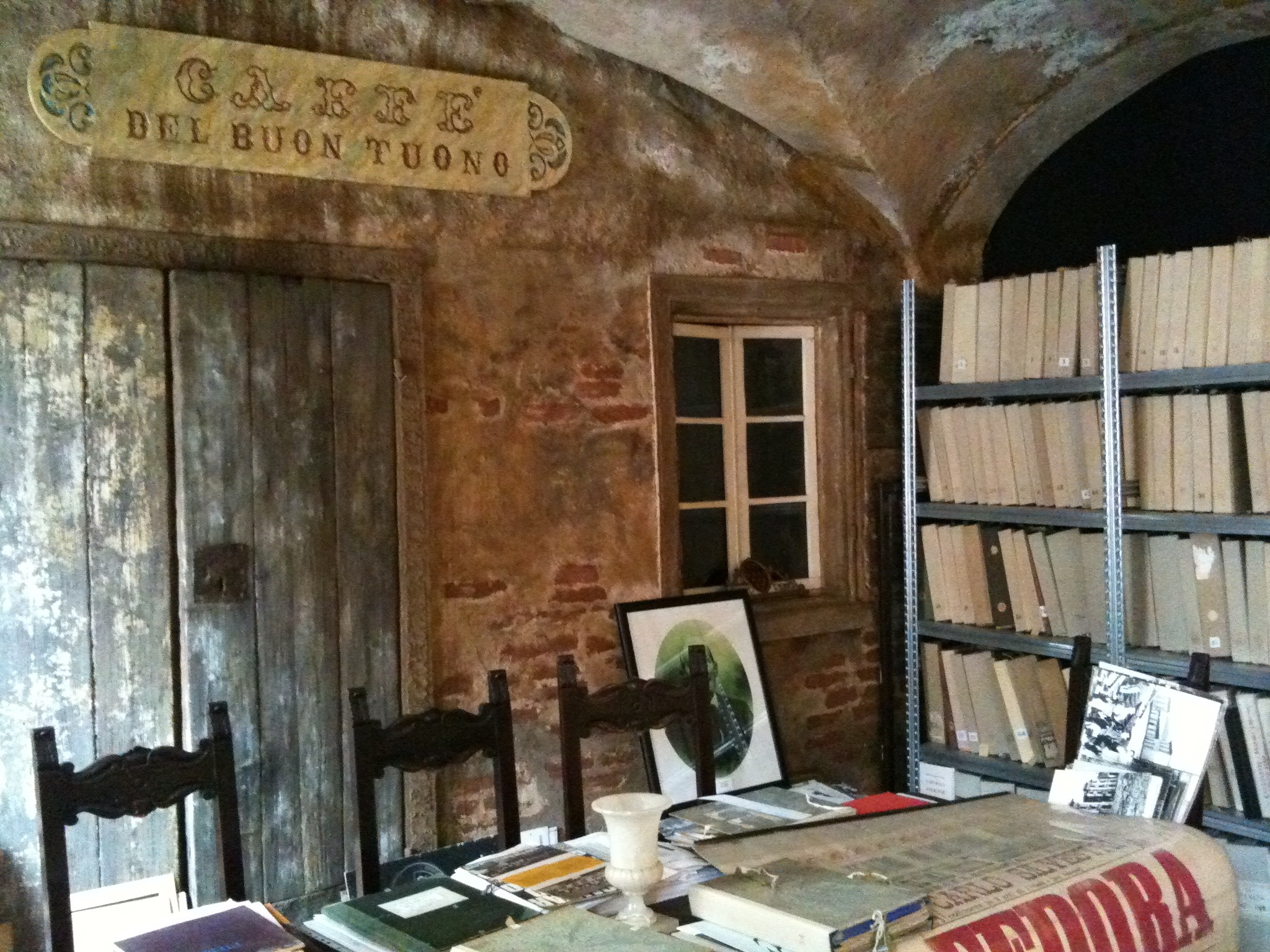
Interno dell'Archivio della Società Corale «Guido Monaco» a Prato

### Elenco delle collezioni musicali
- Archivio Cicognini, Piazza del Collegio, 13: conserva i materiali musicali del Convitto Nazionale Cicognini: molto materiale per i balletti e i cori (di Attilio Ciardi, Riccardo Zandonai, Wolfgang Amadeus Mozart ecc.) allestiti dai convittori, soprattutto nel periodo 1780-1870[6]
- Archivio di Stato, via Ser Lapo Mazzei, 41, l'istituzione conserva:
  - Materiale musicale della Famiglia Salvi Cristiani[20]
- Archivio Storico Diocesano, via del Seminario, 28, l'istituzione conserva:
  - Archivio Storico della Cappella Musicale: Archivio dell'antica cappella cinquecentesca (formatasi su una precedente quattrocentesca), comprendente molto materiale, anche autografo, dei Kappelmeister e degli autori più eseguiti nei vari periodi. Spiccano le musiche di Giovan Carlo Maria Clari, Giuseppe Becherini, Giuseppe Gherardeschi, Augusto Borgioli, Luigi Borgioli, Attilio Ciardi, Cesare Ciardi[4]
  - Archivio del Capitolo della Cattedrale: parte consistente dell'archivio del Duomo di Prato (conservato anche alla Biblioteca Roncioniana)[2]
  - Archivio Giovanni Castagnoli: Archivio personale del compositore e organista Giovanni Castagnoli[14]
  - Materiale musicale degli archivi parrocchiali: raccoglie il posseduto di varie pievi e parrocchie della diocesi pratese: molti corali (trecenteschi), musica stampata del Seicento, e codici medievali, anche duecenteschi, con notazione musicale[5]
  - Fondo musicale Guido Guasti: contiene le composizioni e le carte di Guasti, organista del duomo pratese dal 1939 al 1947[11]
- Biblioteca Roncioniana, piazza San Francesco: conserva molte monografie musicali e alcune musiche stampate[18]
- Biblioteca del Teatro Metastasio, via Benedetto Cairoli, 59: possiede molte registrazioni audio e più di 90 libri di argomento musicale[19]
- Concerto Cittadino «Edoardo Chiti», via Giovanni Di Gherardo, 8, l'istituzione conserva: Foto di Luciano Bettarini

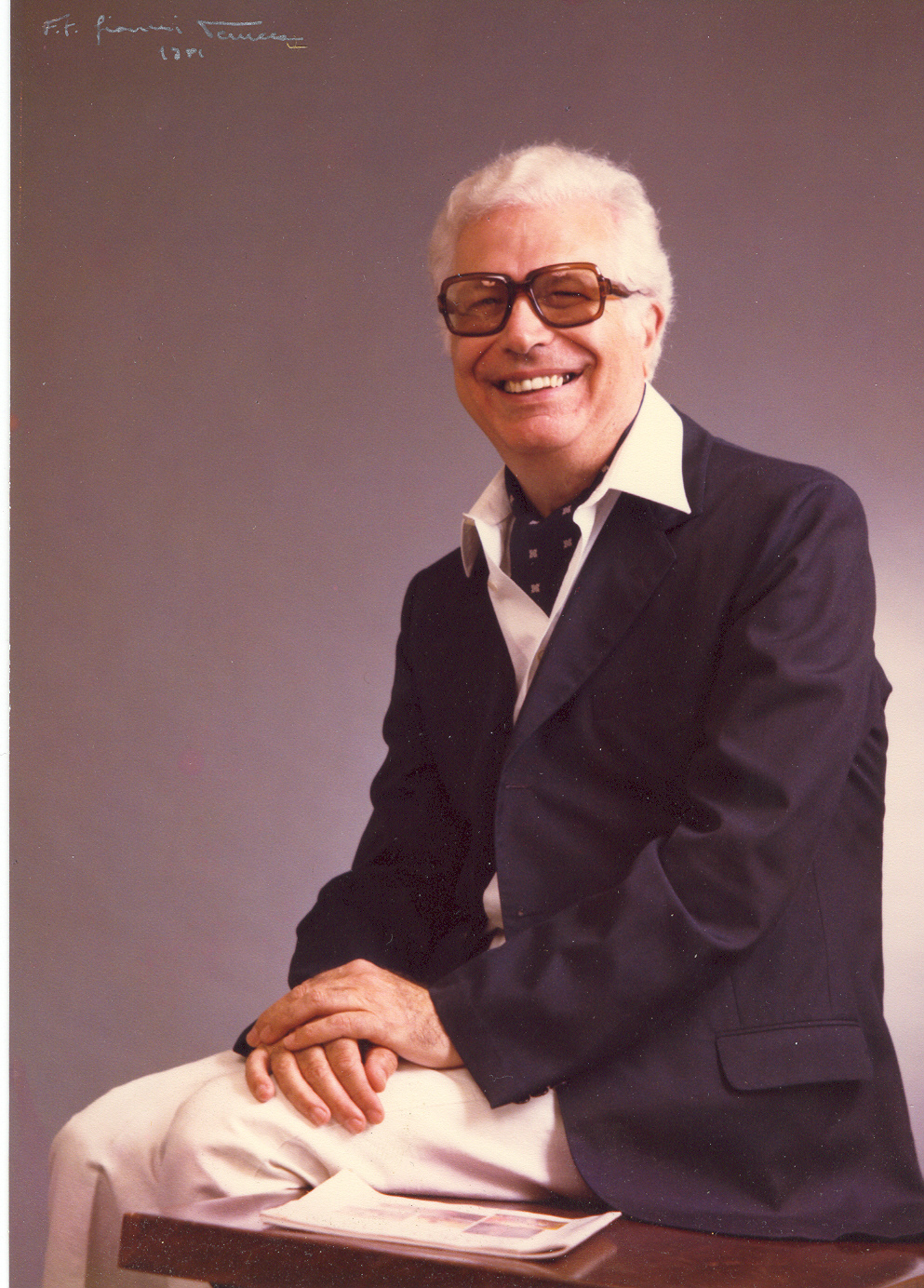
Foto di Luciano Bettarini

  - Fondo Chiti: archivio della banda pratese[7]
- Scuola di Musica «Giuseppe Verdi», via Santa Trinita, 2, l'istituzione conserva:
  - Biblioteca musicale «Luciano Bettarini», la quale ha in sé i fondi:
    - Fondo Bettarini: contiene la biblioteca privata e gran parte dell’archivio del maestro pratese Luciano Bettarini[21][15]
    - Fondo Alessandro Carraresi: collezione di dischi[22][17]
    - Fondo Adalberto Silenzi: contenente molte prime edizioni di letteratura critica musicale (il Fondo è in parte conservato anche alla Biblioteca Lazzerini)[23][16]
    - Fondo Attilio Ciardi: raccolta di musiche e carte di Attilio Ciardi e Cesare Ciardi[10]
    - Fondo Attilio e Daniele Nuti: archivio personale dei due compositori, consistente soprattutto di spartiti per canto e pianoforte dei loro lavori[13]
- Biblioteca della Società Corale «Guido Monaco», via San Vincenzo: conserva il materiale d'uso della corale, con molta musica manoscritta e stampata soprattutto di musica corale e sacra; conserva un autografo di Attilio Ciardi datato 1899.[8] Al suo interno c'è:
  - Archivio del Coro di voci bianche «Guido Monaco»[9]
- Fondo Moderno della Cappella della Cattedrale, presso la Chiesa di San Francesco, Piazza San Francesco, 10: contiene il materiale d'uso (con musica sacra in copie stampate o manoscritte nel XX secolo) della nuova Cappella istituita nel 1951[12]